# Evaldas Petrauskas
Evaldas Petrauskas (* 19. März 1992 in Šilutė) ist ein ehemaliger litauischer Boxer.

## Amateurkarriere
Petrauskas besuchte die Sportschule in Šilute, begann in frühen Kinderjahren mit dem Boxsport und wurde vom Boxtrainer Vincas Muráuskas als Talent erkannt und gefördert, ehe er im Alter von 13 Jahren an das Olympische Sportzentrum in der Hauptstadt Vilnius wechselte und nebenbei das Ozo-Gymnasium besuchte (Vilniaus Ozo gimnazija). Einer seiner Trainer in Vilnius war Vladimir Bajev.
Er gewann 2006 eine Bronzemedaille bei der Schüler-Europameisterschaft in Mykolajiw und 2007 die Silbermedaille bei der Kadetten-Europameisterschaft in Siófok.
2008 gewann er die Goldmedaille im Federgewicht bei der Junioren-Europameisterschaft in Plowdiw und erhielt aufgrund seiner Überlegenheit eine Sondergenehmigung zur Teilnahme an den Litauischen Meisterschaften der Erwachsenen, wo er im Alter von 15 Jahren, als bis dahin jüngster Teilnehmer, den Titel im Bantamgewicht gewinnen konnte.
2009 gewann er die Goldmedaille im Leichtgewicht bei der Jugend-Europameisterschaft in Stettin und startete bei der Jugend-Weltmeisterschaft 2010 in Baku, wo er nach einer knappen Finalniederlage gegen Vikas Krishan den Vizemeistertitel im Leichtgewicht erkämpfte. Mit diesem Erfolg war er für die Olympischen Jugendspiele 2010 in Singapur qualifiziert, wo er sich, unter anderem mit einem Sieg gegen Vikas Krishan, die Goldmedaille sicherte.
2011 wurde er Litauischer Meister im Halbweltergewicht und konnte im Leichtgewicht an der Weltmeisterschaft 2011 in Baku teilnehmen, wo er noch in der Vorrunde ausschied.
Im April 2012 gewann er dann im Leichtgewicht das europäische Olympiaqualifikationsturnier in Trabzon und konnte daraufhin in dieser Gewichtsklasse an den Olympischen Sommerspielen 2012 in London teilnehmen. Dort siegte er gegen Miklós Varga, Fatih Keleş und Domenico Valentino, ehe er im Halbfinale gegen Han Soon-chul mit einer olympischen Bronzemedaille ausschied. Im Dezember 2012 gewann er auch noch die Silbermedaille im Halbweltergewicht bei der erstmals ausgetragenen U22-Europameisterschaft in Kaliningrad.
Bei der Europameisterschaft 2013 in Minsk unterlag er im Viertelfinale des Halbweltergewichts knapp mit 1:2 gegen Abdelmalik Ladjali und startete bei der Weltmeisterschaft 2013 in Almaty, wo er mit Siegen gegen Wuttichai Masuk und Dmitri Galagot ebenfalls das Viertelfinale im Halbweltergewicht erreichte, wo er mit 1:2 gegen Éverton Lopes verlor.
Bei der Europameisterschaft 2015 in Samokow kam er, unter anderem mit einem Sieg gegen Howhannes Batschkow, in das Halbfinale, wo er mit einer Bronzemedaille im Halbweltergewicht gegen Pat McCormack ausschied. Beim Kampf um den Einzug in das Viertelfinale der Weltmeisterschaft 2015 in Doha verlor er mit 1:2 gegen Danielito Zorrilla.
Im April 2016 erreichte er das Finale der europäischen Olympiaqualifikation in Samsun und war damit bei den Olympischen Sommerspielen 2016 in Rio de Janeiro startberechtigt, wo er in der Vorrunde des Halbweltergewichts mit 1:2 gegen Manoj Kumar ausschied.
Nach dem Gewinn einer Bronzemedaille im Halbweltergewicht bei der Europameisterschaft 2017 in Charkiw, wobei er im Halbfinale gegen Luke McCormack unterlegen war, nahm er auch an der Weltmeisterschaft 2017 in Hamburg teil, wo er in der Vorrunde gegen Arthur Biyarslanov ausschied.

## Profikarriere
Sein Profidebüt bestritt er am 21. September 2018 im Rahmen der Veranstaltung Dream Boxing & KOK World Series, welche in der Žalgirio Arena von Kaunas stattfand, und siegte dabei durch TKO in der ersten Runde gegen den Ukrainer Denys Kaushan.
Am 26. September 2020 gewann er bei der Veranstaltung KOK Classic 3/Dream Boxing, ausgetragen in der Siemens Arena von Vilnius, nach Punkten gegen den Esten Semjonas Kamaninas und erhielt damit den Titel des Baltischen Meisters des Veranstalters Dream Boxing im Weltergewicht.

## Privatleben
Im Oktober 2012 gab Petrauskas die Verlobung mit Dovilė Zolbaitė bekannt, welche auch die Mutter seiner zu diesem Zeitpunkt eineinhalbjährigen Tochter Gustė war. Im August 2018 heiratete er Goda Petrauskienė und wurde im Januar 2019 Vater einer weiteren Tochter, Emilia. Die Ehe wurde im März 2022 geschieden.
Im Oktober 2022 eröffnete er einen Boxclub in Vilnius.

## Auszeichnungen
(Quelle: )
- Orden für Verdienste um Litauen, Klasse Offizier, verliehen von Staatspräsidentin Dalia Grybauskaitė (2012)[30]
- Medaille für sportliche Erfolge des Ministeriums für Körperkultur und Sport (2012)
- Ehrenabzeichen des Litauischen Boxverbandes (2012)
- Auszeichnung Hoffnung Litauens der Gemeinde Šilute (2010)